# Île Sainte-Thérèse (Saint Lawrencefloden)
Île Sainte-Thérèse är en ö i Kanada.   Den ligger i Saint Lawrencefloden nära Montréal i provinsen Québec, i den sydöstra delen av landet, 180 km öster om huvudstaden Ottawa.
I omgivningarna runt Île Sainte-Thérèse växer i huvudsak barrskog. Runt Île Sainte-Thérèse är det tätbefolkat, med 397 invånare per kvadratkilometer.